# Castello di Spezzano
Das Castello di Spezzano, auch Rocca Coccapani genannt, ist eine Niederungsburg aus dem 11. Jahrhundert im Ortsteil Spezzano der Gemeinde Fiorano Modenese in der italienischen Region Emilia-Romagna. Sie liegt am oberen Ende der Via del Castello. Heute ist dort das örtliche Museum für Keramik und Essigherstellung untergebracht.

## Geschichte

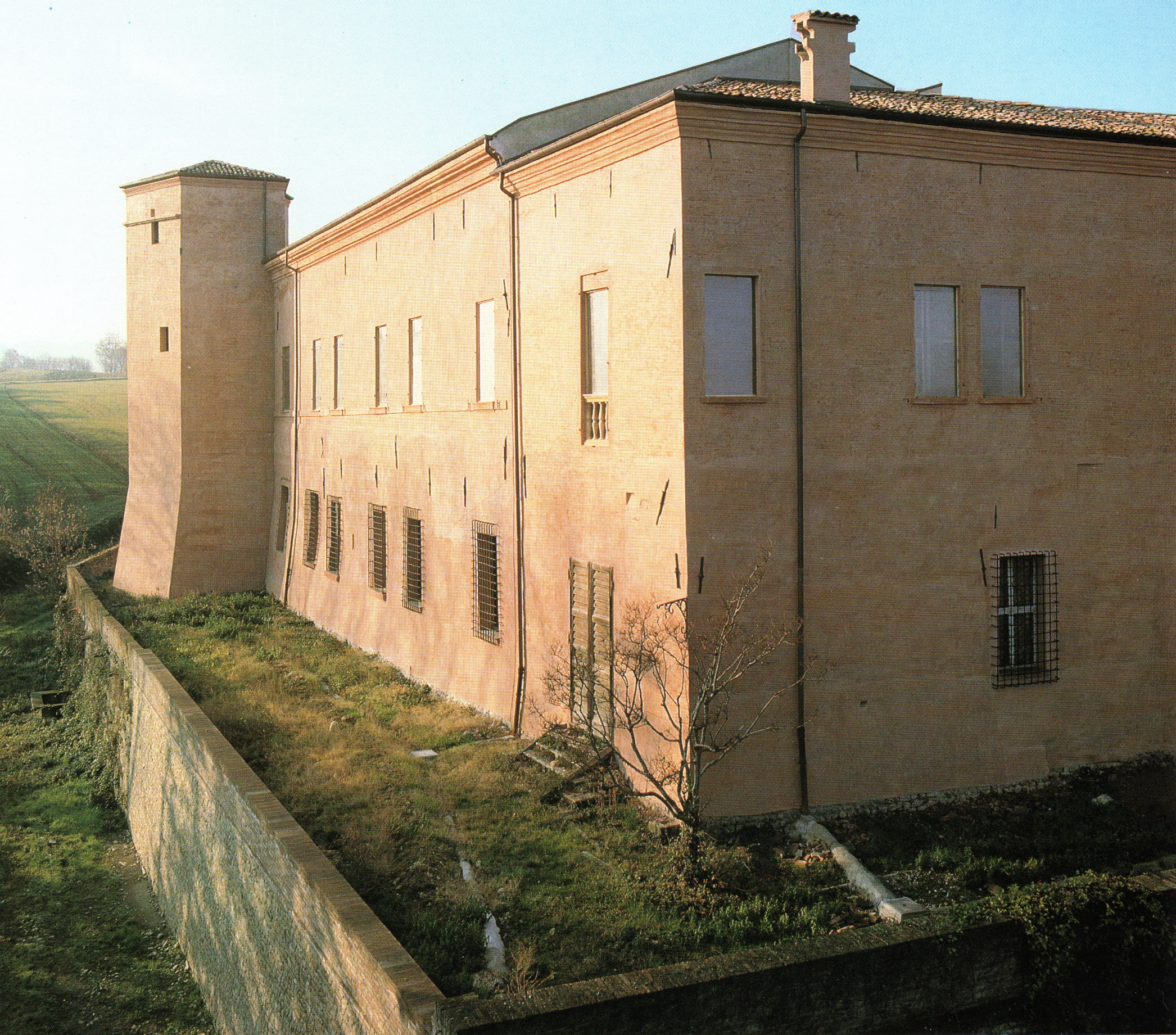
Castello di Spezzano, Nordostecke

Das Gebäude existiert vermutlich bereits seit dem 11. Jahrhundert, auch wenn die ersten Dokumente, in denen es offiziell erwähnt wird, noch nicht so alt sind. Das älteste ist das Sacramentum Extimatoris, eine Aufstellung von Statuten der Stadt Modena von 1225, in der die Burg „Castro Spezani“ genannt wird. Im Mittelalter hatte die Burg einen Bergfried, Türme, eine Umfassungsmauer, einige Häuser, den Brunnen innerhalb der Mauern, Kornspeicher, Scheunen, Lagergebäude und eine Kapelle, die der Heiligen Agatha geweiht war. Im 14. Jahrhundert wurde der Burggraben ausgehoben und über dem Eingang ein Turm mit Zugbrücke gebaut. Die Zugbrücke wurde 1795 wegen ihres verfallenen Zustandes abgerissen und neu aufgebaut.
Die Burg erfüllte mindestens bis zum 15. Jahrhundert die Funktion, die Bevölkerung zu verteidigen und zu schützen, und stellte außerdem wegen ihrer geografischen Lage einen optimalen Beobachtungsort für die Ankunft von Feinden dar. Ihre Eignung zur militärischen Verteidigung wurde sicherlich am 19. Mai 1355 auf die Probe gestellt, als sie 15 Tage lang der Belagerung durch 200 Reiter und 1000 Fußsoldaten der D’Estes widerstand, ohne dass die Angreifer sie erobern konnten.

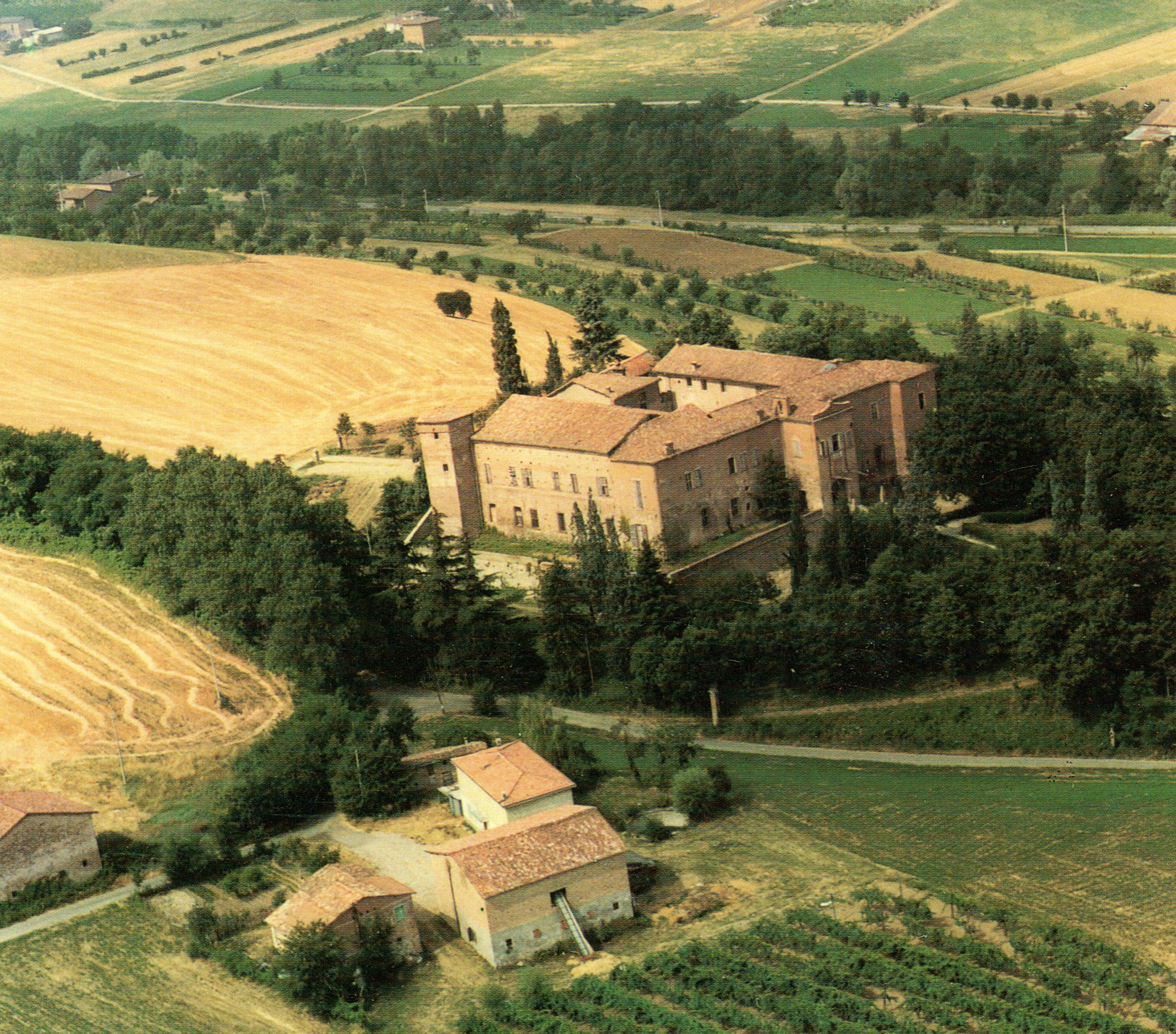
Spezzano: Die Burg und die Siedlung „Del Poggio“

Im Jahre 1393 verlehnte der Markgraf von Ferrara, Albert V. d’Este, die Burg an Markus I. Pius, den Herrn von Carpi Im selben Jahr noch verstarb Alberto V. und Niccolò III. d’Este, Nachfolger seines Vaters Albert, bestätigte das Lehen an Markus I. Pius 1405.
In den ersten Jahren des 16. Jahrhunderts erbte Alessandro Pio di Savoia von seinem Vater Gilberto II. Pio di Savoia das Castello di Spezzano und beschloss, es zu einem der fünf Verwaltungssitze zu machen. Von diesem Moment an wurde die Burg immer weniger für militärische Zwecke und immer mehr als politisch-administrative Residenz des Burgherrn genutzt. Markus Pius beschloss, seinen Palast an den Mauern bauen zu lassen und die Arbeiten begannen 1529.
Ende des 16. Jahrhunderts war Markus III. Pio di Savoia, Herr von Sassuolo und somit auch von Fiorano Modenese und Spezzano. In Ausübung seiner Macht beschloss er, die der Heiligen Agatha geweihte Kapelle abreißen zu lassen und das so gewonnene Baumaterial zu Bau eines Palastes im Castello di Spezzano zu verwenden.

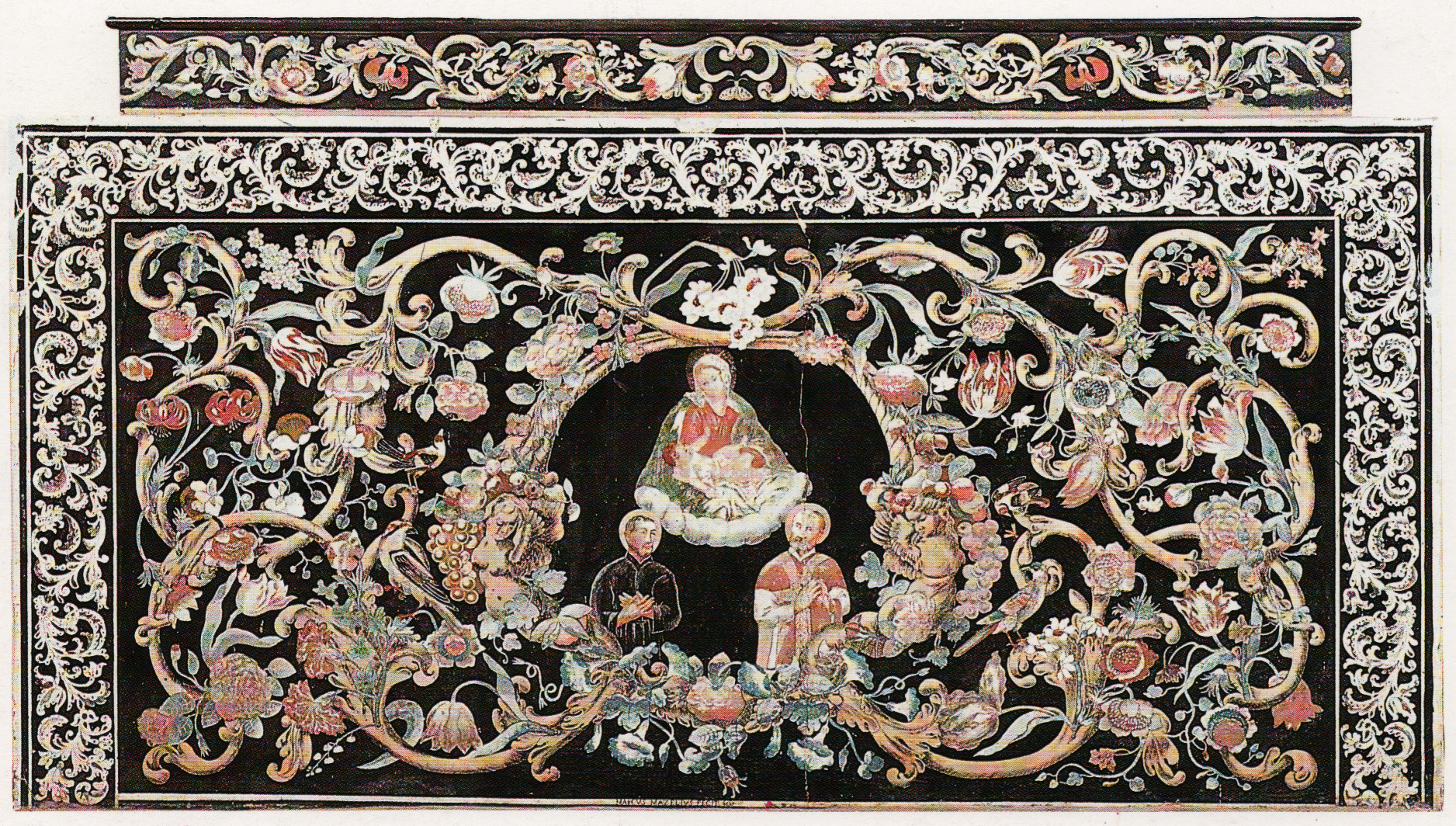
Castello di Spezzano: Kapelle: Altar mit Antependium aus Alabaster, Werk des Künstlers Giammarco Mazzelli aus dem Jahr 1699

Nach dem Tod von Markus III. Pio di Savoia 1599 fiel die Burg an den Herzog von Modena und Reggio, Cesare d’Este, in dessen Familie sie für 30 Jahre blieb, bis 1629 das gesamte Lehen und die Burg an den Markgrafen Guido Coccapani fielen. Alfonso Coccapani, Sohn des Guido, nahm Fiorano Modenese Anfang Juni 1651 formal in Besitz. Spezzano blieb der Hauptort der Markgrafschaft und die Burg wurde Sitz des Gouverneurs, Verwalters oder Kommissars im Auftrag des Markgrafen, der sowohl die Zivil- wie die Justizverwaltung führte. Nach ihm erbte Filippo Antonio Coccapardi (1660–1723) die Burg. Coccapani beschloss, eine Kapelle bauen zu lassen, die der Jungfrau Maria geweiht war, und ließ 1699 einen Altar mit Antependium von dem Künstler Giammarco Mazzelli aus Carpi errichten.
Als Filippo Antonio Coccapani am 5. März 1723 starb, fiel die Burg an seinen Sohn Luigi, der sie bis zu seinem Tod 1755 unterhielt. Luigi folgte sein Sohn, Ludovico Coccapani, der letzte Lehensnehmer von Spezzano, nach.
1797 erhielt die Burg den Titel „Rocca“ oder „Palazzo Nazionale“.
1809 endete die Autonomie von Spezzano, das nach Sassuolo eingemeindet wurde und folglich endete jede noch bestehende öffentliche Funktion der Burg, die nur noch Residenz der Familie Coccapani war, die in dem königlichen Staatseigentum zur Miete wohnte. 1811 erlangte Luigi Maria Coccapani durch königliches Dekret wieder das Eigentum an der Burg. In der Zeit von 1862 bis 1890 ließen die Coccapanis umfangreiche Restaurierungen und Erweiterungen der Anlage durchführen.
In den ersten Jahren des 20. Jahrhunderts wurden die Grafen Pignatti Morano Eigentümer der Burg. 1982 kaufte sie die Gemeinde Fiorano Modenese, wodurch die zu öffentlichem Eigentum wurde.

### Chronologie der Eigentümer

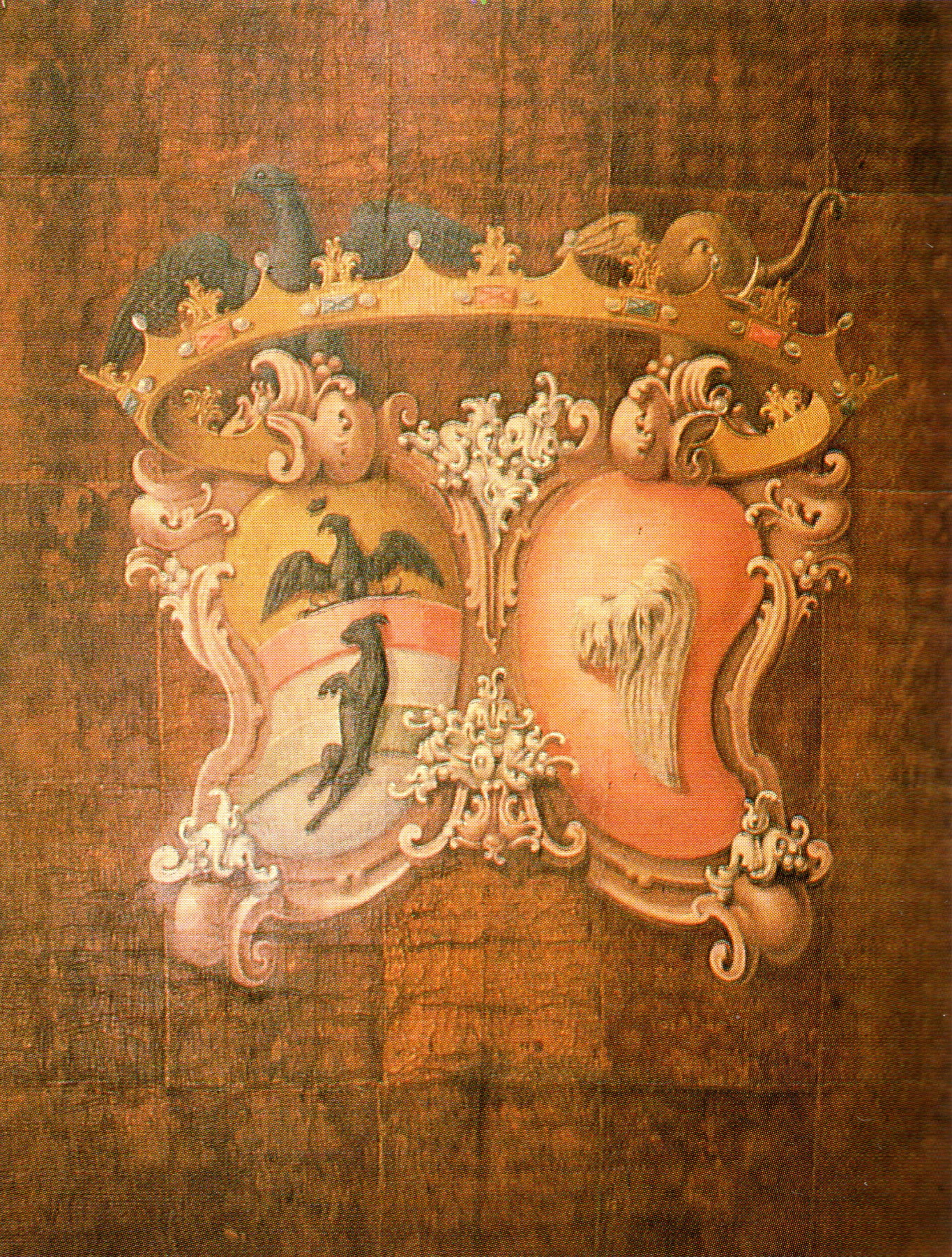
Im Inneren des Castello di Spezzano: Bemalte Lederkulisse mit dem Wappen der Familie Coccapani Bevilacqua

Im Folgenden eine Chronologie der bekannten Eigentümer der Burg:
| Ab                 | Eigentümer                                                                     |
| ------------------ | ------------------------------------------------------------------------------ |
| …                  | unbekannt                                                                      |
| 11. Jahrhundert    | Herrschaft Da Spezzano                                                         |
| 13. Jahrhundert    | Herrschaft Da Castello                                                         |
| 1393               | Markus I. Pius                                                                 |
| …                  |                                                                                |
| 1499               | Giberto II. Pio di Savoia                                                      |
| 1500               | Alessandro Pio di Savoia                                                       |
| 1527               | Enea Pio di Savoia                                                             |
| 1525               | Giberto III. Pio di Savoia                                                     |
| 1554               | Ercole Pio di Savoia                                                           |
| 1571               | Markus III. Pio di Savoia (unter der Regentschaft seines Onkels Enea bis 1594) |
| 1599               | Cesare d’Este                                                                  |
| 1629               | Guido Coccapani                                                                |
| 1651               | Alfonso Coccapani                                                              |
| 1660               | Filippo Antonio Coccapani                                                      |
| 1723               | Luigi Coccapani                                                                |
| 1755               | Ludovico Coccapani                                                             |
| 1796               | königliches Staatseigentum                                                     |
| 1811               | Luigi Maria Coccapani                                                          |
| …                  |                                                                                |
| Anfang des 20. Jh. | Pignatti Morano                                                                |
| …                  |                                                                                |
| 1982               | Gemeinde Fiorano Modenese                                                      |

## Camera della Ragione
Die Camera della Ragione (dt.: Zimmer der Vernunft), die kurz hinter dem Eingang über die Zugbrücke auf der linken Seite liegt, wurde bis 1629 für die Versammlungen des Gemeinderates genutzt. Das Zimmer war in den ersten Jahren des 17. Jahrhunderts mit zwei Walnussschreibtischen, drei Stühlen und einem großen Schreibtisch möbliert; in seinem Inneren wurden auch eine Truhe mit Aufzeichnungen der Expertisen, komplett mit Vorhängeschlössern, die Protokolle der Gemeinderatssitzungen, die Gesetzbücher und Aufstellungen der Ausgaben und Einnahmen aufbewahrt.
In der zweiten Hälfte des 19. Jahrhunderts diente die Camera della Ragione als Aufbewahrungsort einer Sammlung alter Waffen, die Paolo Coccapani Imperiali den Stadtmuseum Modena 1898 schenkte.

## Schlachtengalerie

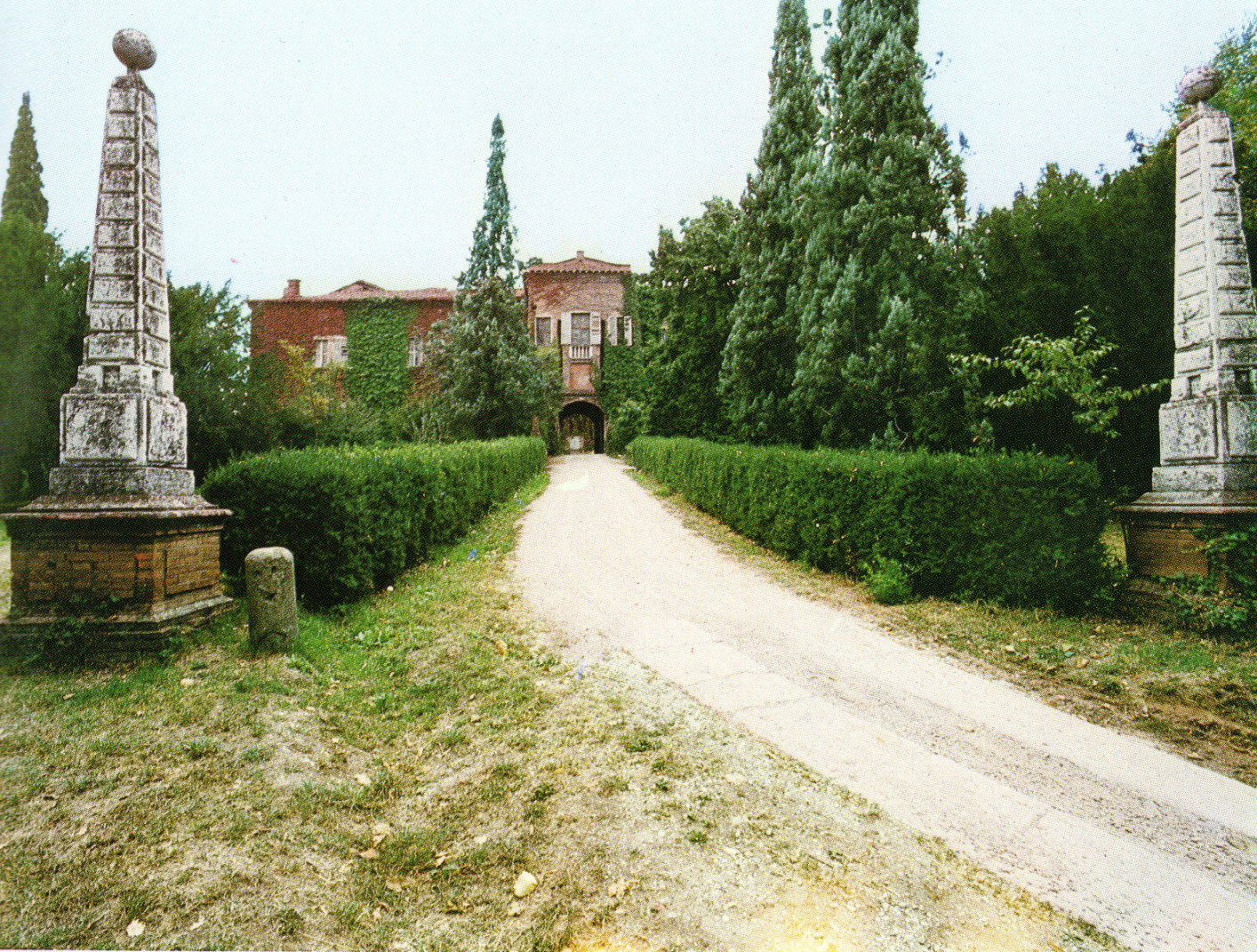
Nordfassade des Castello di Spezzano

Im ersten Obergeschoss der Burg, im Wohntrakt des Burgherrn, liegt die Galleria delle battaglie (dt.: Schlachtengalerie). Es handelt sich um einen mit Fresken bemalten Korridor, der 1992 entdeckt und restauriert wurde; vorher waren die Fresken übermalt und daher nicht sichtbar. Auf den Fresken sind die Heldentaten von Alfonso I. d’Este, Herzog von Ferrara, Modena und Reggio, die dieser zwischen 1527 und 1531 vollbrachte. Enea Pio erteilte den Auftrag für diese Fresken, um die bedeutendsten Unternehmungen von Alfonso I. d’Este zu feiern, an denen die Familie Pio teilgenommen hatte, wie die Schlacht von Polesella 1509 oder die Schlacht bei Ravenna 1512.

## Saal der Ansichten

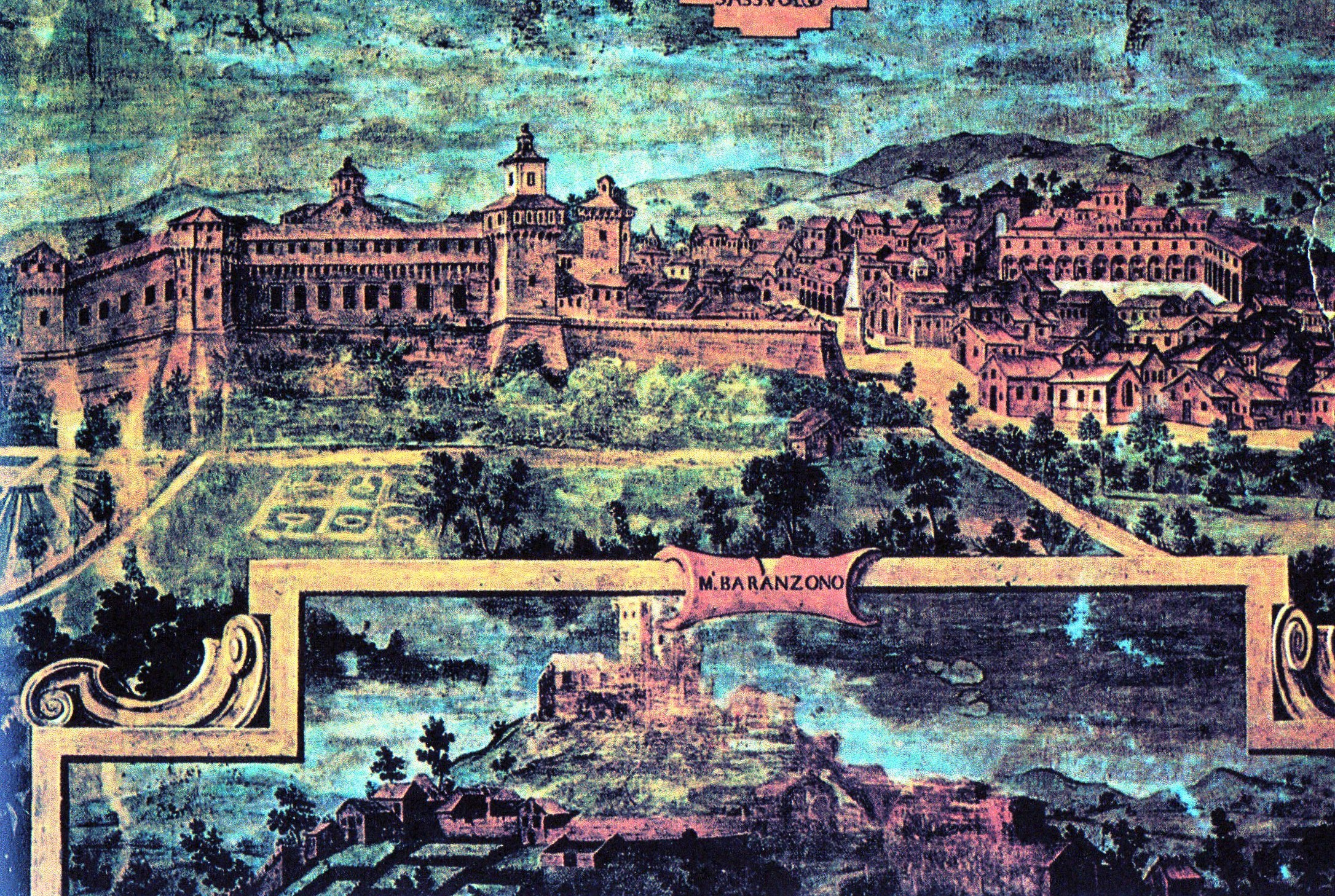
Eine der Ansichten des Saals, auf der der Palazzo Ducale von Sassuolo abgebildet ist

Im Erdgeschoss liegt der größte Saal der Burg namens Sala delle vedute (dt.: Saal der Ansichten), der so benannt wurde, weil seine Wände mit Fresken bedeckt sind, die genaue Ansichten der Ortschaften der Umgebung zeigen, wie sie in der zweiten Hälfte des 16. Jahrhunderts waren. Die 57 Ansichten wurden ausgewählt, und die Macht der Pios zu zeigen, indem man all ihre Besitzungen in den fünf Verbandsgemeinden Sassuolo, Spezzano, Formigine, Brandola und Soliera darstellte. Der Künstler Cesare Baglioni malte sie im Auftrag des Herrn von Sassuolo, Markus III. Pio di Savoia, der das Herrenhaus als seine Sommerresidenz und bevorzugte Wohnstatt ansah. Die Fresken wurden vermutlich zwischen 1595 und 1596 gemalt. Die Fresken wurden erstmals 1735 im Auftrag von Markgraf Luigi Coccapani restauriert und danach nochmals im 19. Jahrhundert und 1990.

## Gefängnisse / Kommunale Essigfabrik
Im fünfeckigen Turm an der Südostecke der Burg waren vier Gefängnisse zur Inhaftierung der Verurteilten untergebracht. Die Gefängnisse waren übereinander angeordnet, eines pro Stockwerk, fast alle ohne Fenster und ohne sanitäre Einrichtungen. Die Gefangenen hinterließen Gravierungen auf den Wänden ihrer Zellen, von denen einige heute noch sichtbar sind, da sie bei Restaurierungen Ende des 20. Jahrhunderts entdeckt wurden.
Das am höchsten angeordnete, ehemalige Gefängnis wurde von der Gemeindeverwaltung von Fiorano Modenese in eine Essigfabrik umgebaut, die 2008 eingeweiht wurde. In diesem Raum gibt es drei Batterien Fässer in Besitz der Kommune zur Produktion des traditionellen Aceto balsamico.

## Keramikmuseum

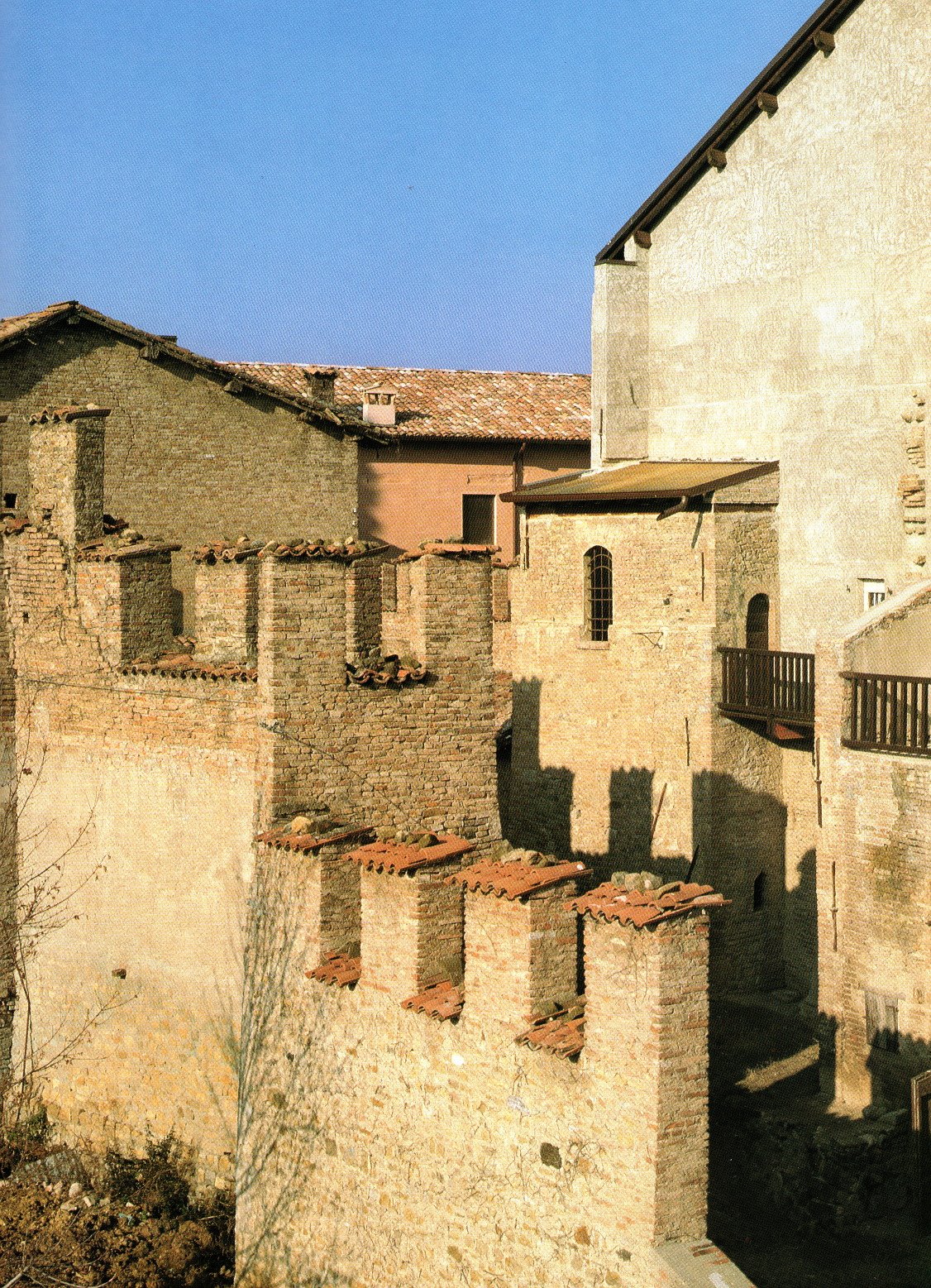
Südflügel des Castello di Spezzano

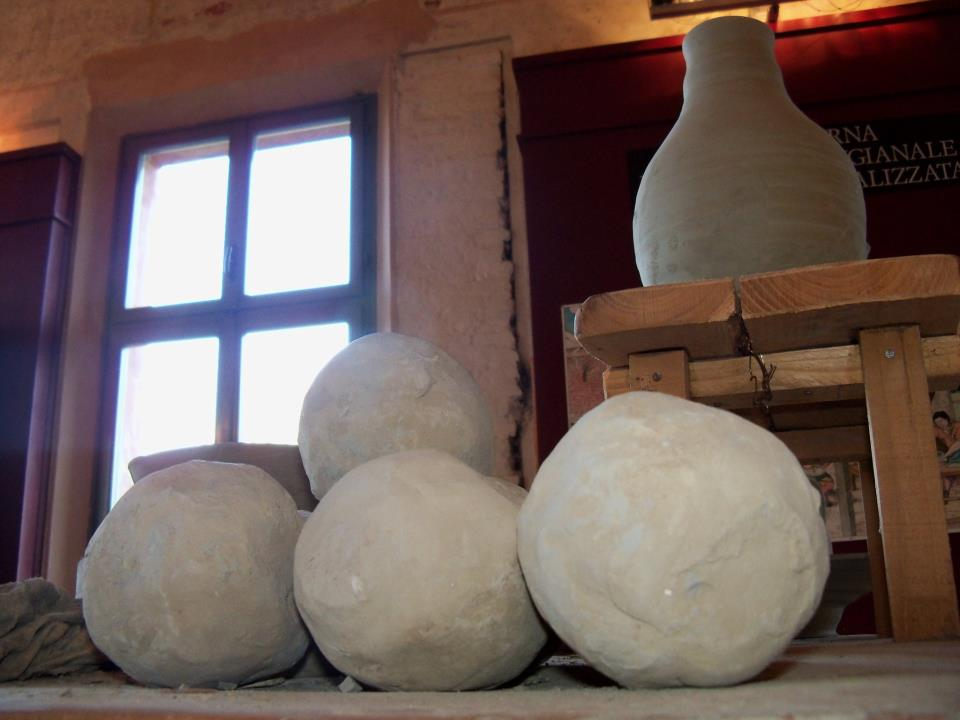
Keramikausstellung im Inneren der Burg

Im Keramikmuseum sind originale Funde, Rekonstruktionen und Laboratorien ausgestellt, die die Entwicklung der Produktionstechnologie des Majolika erzählen. Das Museum wurde im Juli 1998 eröffnet, anfangs mit nur einer Abteilung für den ältesten Abschnitt der Geschichte.

### Historische Abteilung
Die historische Abteilung beginnt mit einem Saal zur „Kultur von Fiorano“, also mit der ältesten Phase der Jungsteinzeit in Italien, mit Funden von Ausgrabungen, die in den 1940er-Jahren von Fernando Malavolti in Fornaci Carani durchgeführt wurden. Die Reste der jungsteinzeitlichen Siedlung wurden in 4 Meter Tiefe gefunden und bestehen aus Hütten, Bootsanlegestellen, Herden, Werkzeugen aus Feuerstein, Artefakte aus poliertem Grünstein und Keramiken.
Im Mai 1999 wurden der historischen Abteilung auch die Funde hinzugefügt, die den Perioden vom Ende der Jungsteinzeit bis zur Zeit der Römer zugeordnet werden.

### Aktuelle Abteilung
Die aktuelle Abteilung enthält Materialien, die den Perioden vom Ende der Römerzeit über die Vorkriegszeit bis in die 2000er-Jahre zugeordnet werden.

### Zeitgenössische Abteilung
Seit dem September 2004 wurde die zeitgenössische Abteilung laufend aktualisiert; sie umfasst die Jahre ab 2000.

### Abteilung Arbeit
Am 13. April 2014 wurde die Abteilung Arbeit eingeweiht, die neben der Sammlung von Materialien und historischen Funden mit einer interaktiven Multimediashow für die Besucher ausgerüstet ist, die mit dem Museum interagieren können, um an Filme und Audioaufzeichnungen zu kommen und außerdem Objekte und Maschinen ansehen zu können. Die Abteilung ist 300 m² groß und befindet sich im Untergeschoss des Castello di Spezzano.